# 西九州
西九州（にしきゅうしゅう）とは、九州地方のうち、西部に位置する佐賀県・長崎県地域の呼称。

## 西九州の地域区分
西九州は九州の西部、特に北部九州の西部を指す際に用いられており、九州の他地域を示す呼称（北部九州・東九州・南九州）と同様に、使用される側によりその定義は異なる。

### 西九州の使用例
- 松浦鉄道西九州線
- 西九州新幹線（2022年（令和4年）9月23日開業）
- 西九州自動車道
- 西九州大学
- 西九州信用金庫（現・九州ひぜん信用金庫）
- 全国高等学校野球選手権大会西九州大会
- 西九州電設
- 西九州スバル（佐賀県・長崎県のスバル店）
- 西九州トヨタ自動車（佐賀県・長崎県のトヨタ店）
- ファーレン西九州（佐賀県・長崎県のフォルクスワーゲン販売店）
- 西九州マツダ（佐賀県・長崎県のマツダ店）

## 地理
平野
- 佐賀平野
- 諫早平野

山
- 脊振山地
- 天山
- 多良岳
- 経ヶ岳
- 雲仙岳など

河川
- 筑後川
- 嘉瀬川
- 六角川
- 松浦川
- 志佐川
- 佐々川
- 相浦川
- 本明川など

海
- 玄界灘
- 東シナ海
- 五島灘
- 有明海

島
- 壱岐島
- 対馬
- 平戸島
- 五島列島など

半島
- 東松浦半島
- 北松浦半島
- 西彼杵半島
- 長崎半島
- 島原半島

## 主要都市
※ ここでは人口10万人以上の都市を挙げる。
- 長崎市（中核市、県庁所在地）
- 佐世保市（中核市、保健所政令市）
- 佐賀市（特例市、県庁所在地）
- 諫早市
- 唐津市

## 方言
- 長崎弁
- 佐世保弁
- 佐賀弁

## 交通

### 空港
- 長崎空港
- 佐賀空港

### 鉄道
- 九州旅客鉄道
  - 長崎本線
  - 佐世保線
  - 筑肥線
  - 唐津線
  - 大村線
- 松浦鉄道
  - 西九州線
- 島原鉄道
  - 島原鉄道線

### 主な道路
- 長崎自動車道
- ながさき出島道路
- 西九州自動車道
- 長崎バイパス
- 国道34号
- 国道35号
- 国道57号
- 国道202号

など

### 港湾
- 長崎港
- 佐世保港
- 平戸港
- 伊万里港
- 唐津港
- 島原港など